# Jeff Francoeur
Pour les articles homonymes, voir Francoeur.
Jeffrey Braden Francoeur (né le 8 janvier 1984 à Atlanta, Géorgie, États-Unis) est un ancien joueur de champ extérieur de la Ligue majeure de baseball. 
Surnommé Frenchy, il a commencé sa carrière en 2005 avec les Braves d'Atlanta, avec qui il a remporté un Gant doré pour son jeu défensif en 2007. Il a par la suite évolué pour les Mets de New York, les Rangers du Texas, les Royals de Kansas City, les Giants de San Francisco, les Padres de San Diego et les Phillies de Philadelphie, pour terminer sa carrière en 2016 par un second passage chez les Braves d'Atlanta puis un chez les Marlins de Miami.

## Carrière

### Braves d'Atlanta

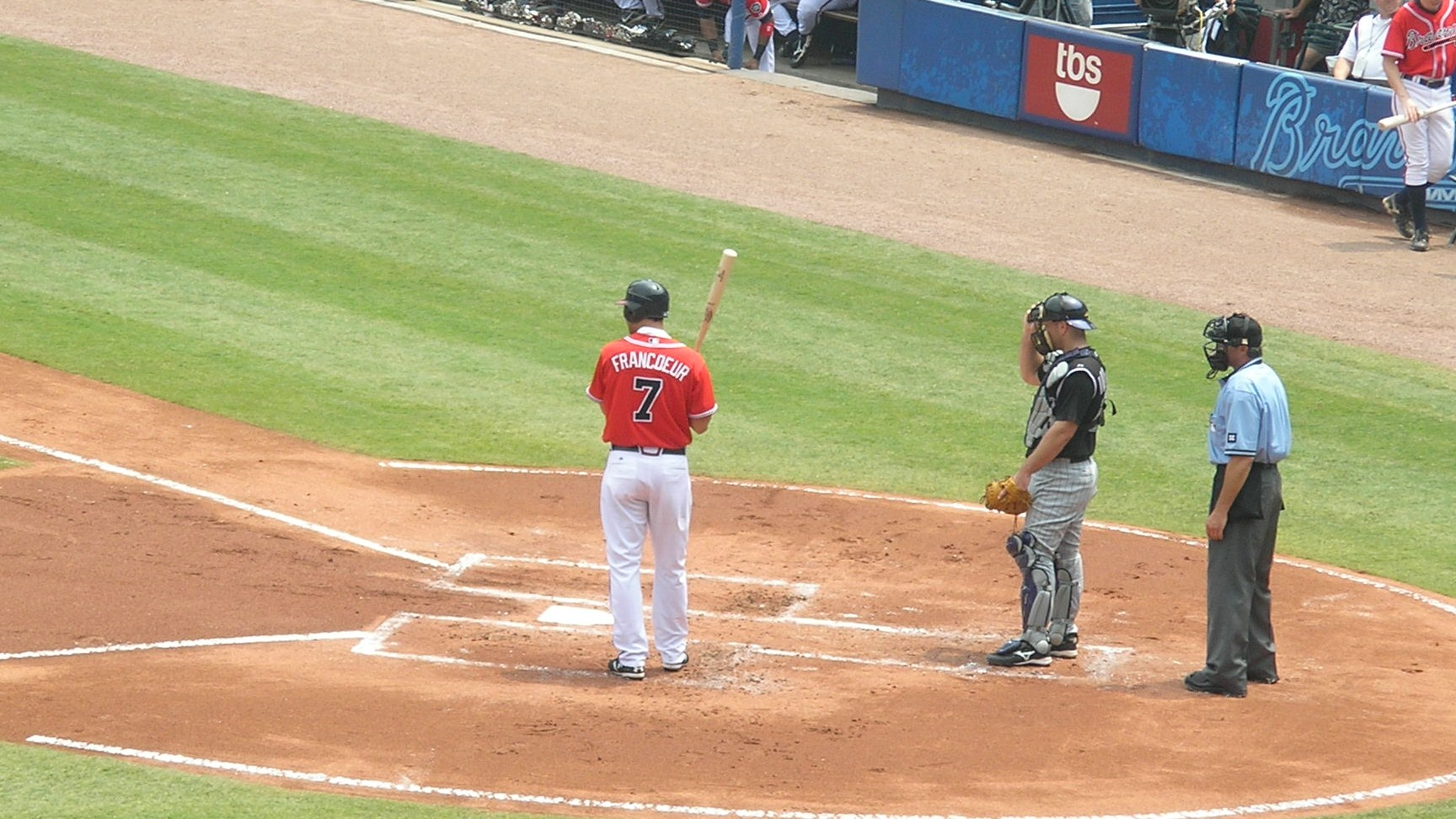
Jeff Francoeur au Turner Field d'Atlanta en 2007.

Choix de première ronde (23e joueur sélectionné au total au repêchage amateur) des Braves d'Atlanta en 2002, Jeff Francoeur a fait ses débuts dans les majeures avec l'équipe de sa ville natale le 7 juillet 2005, frappant un circuit à son tout premier match en carrière. Il frappe dans une moyenne au bâton de ,300 en 70 parties à sa saison recrue, totalise 45 points produits et termine en troisième place au scrutin visant à élire la meilleure recrue de la Ligue nationale.
Il participe à tous les matchs (162) de son équipe lors des saisons 2006 et 2007, devenant l'un des quatre joueurs de l'histoire de la franchise à réussir la chose. À sa deuxième année, il frappe pour ,260 avec 29 coups de circuit et 103 points produits, et en 2007, il frappe 19 circuits et fait marquer 105 points. Il remporte le Gant doré à la position de voltigeur.
Francoeur connaît des difficultés en 2008 et voit sa moyenne au bâton chuter à ,239.

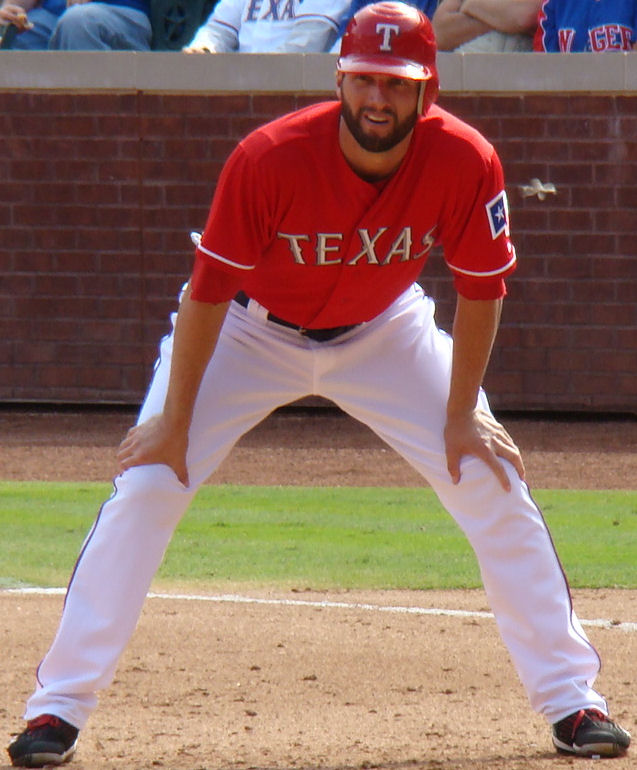
Jeff Francoeur en 2010 avec les Rangers du Texas.

Après 82 parties en 2009, il ne frappe que pour ,250 lorsque les Braves l'échangent aux Mets de New York en retour d'un autre voltigeur de droite, Ryan Church. 

### Mets de New York
Francoeur frappe pour ,311 avec 10 circuits et 41 points produits dans les 75 dernières parties de la saison 2009, passées chez les Mets. Il termine donc l'année avec 15 circuits, 76 points produits et une moyenne de ,280.
Francoeur ne frappe que pour ,237 après 125 parties chez les Mets en 2010. Le 31 août 2010, les Mets l'échangent aux Rangers du Texas en retour du joueur de deuxième but Joaquin Arias. 

### Rangers du Texas
Après avoir frappé 18 coups sûrs en 15 parties et maintenu une moyenne de ,340 avec les Rangers dans le dernier droit de la saison, Francoeur participe aux séries éliminatoires, mais connaît peu de succès avec seulement trois coups sûrs en 24 apparitions officielles au bâton. Il est notamment blanchi pendant la Série mondiale qui voit les Rangers s'avouer vaincus face aux Giants de San Francisco.

### Royals de Kansas City

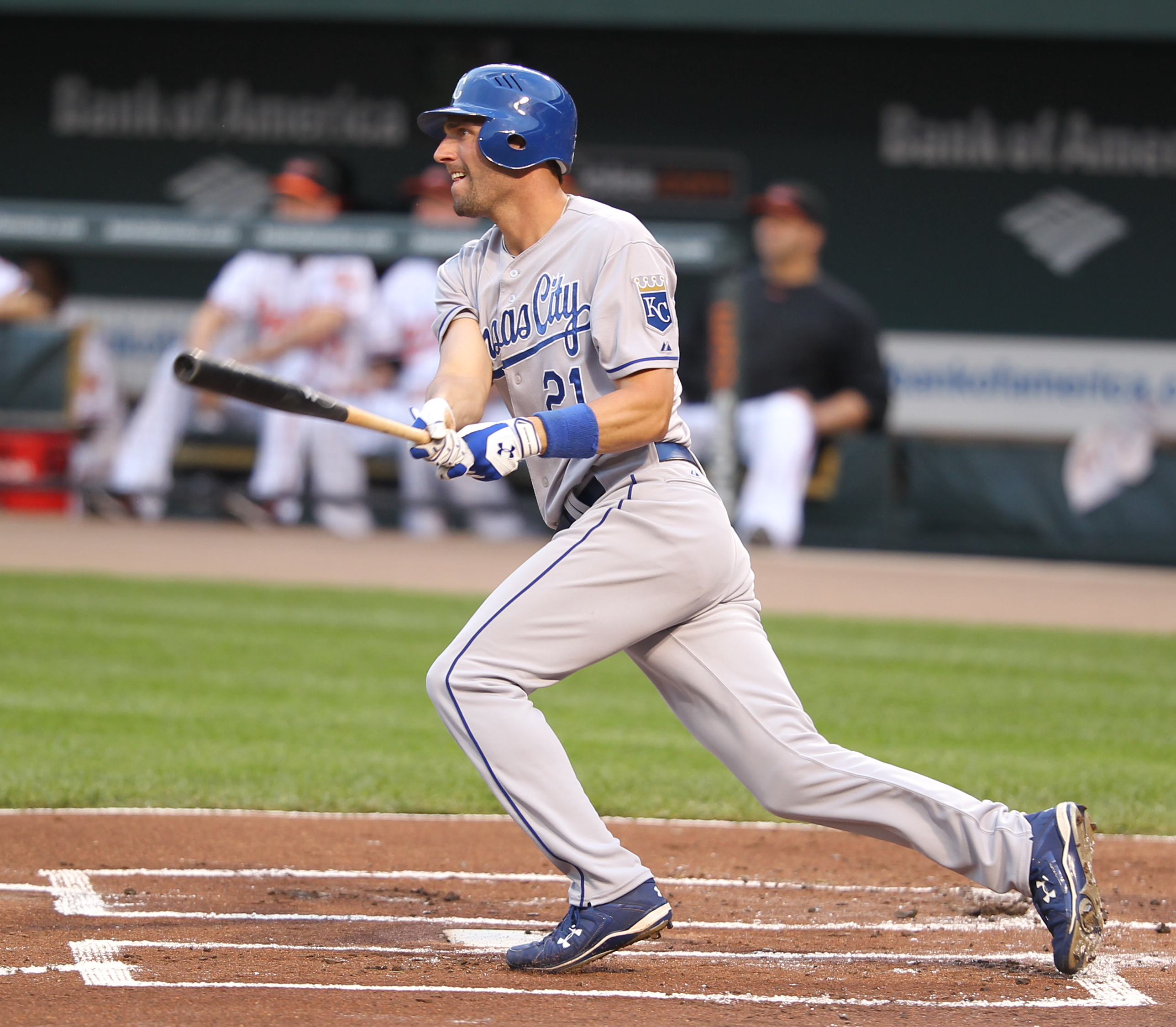
Jeff Francoeur le 24 mai 2011 avec les Royals de Kansas City.

En novembre 2010, Francoeur devient agent libre. Le 8 décembre, il rejoint les Royals de Kansas City, avec qui il signe un contrat d'un an pour 2,5 millions de dollars. Les Royals détiennent aussi une option sur Francoeur pour la saison 2012. 
En 2011, il connaît sa meilleure saison en offensive depuis 2007 alors qu'il frappe 20 circuits et produit 87 points. Ses 171 coups sûrs représentent son deuxième plus haut total en carrière et il maintient une moyenne au bâton de ,285.
En 2012, il frappe pour ,235 avec 16 circuits et 49 points produits en 148 matchs pour les Royals. Sa moyenne de présence sur les buts passe de seulement ,329 la saison précédente à ,287 en 2012.
Il est libéré par les Royals le 5 juillet 2013 après 59 parties jouées. Sa moyenne au bâton est alors à ,208, sa moyenne de présence sur les buts à 249 et sa moyenne de puissance à seulement ,322.

### Giants de San Francisco
Francoeur signe un contrat des ligues mineures avec les Giants de San Francisco le 8 juillet 2013. Il ne frappe que 12 coups sûrs pour une moyenne de ,194 en 22 matchs des Giants. Francoeur termine sa saison 2013 avec une moyenne au bâton de ,204 et une moyenne de présence sur les buts de ,298. Il récolte au total 50 coups sûrs, dont 3 circuits, et 17 points produits en 81 parties jouées pour Kansas City et San Francisco.

### Padres de San Diego
Le 6 janvier 2014, il signe un contrat des ligues mineures avec les Indians de Cleveland. Le 22 mars suivant, vers la fin de l'entraînement de printemps, les Indians libèrent Francoeur de son contrat. Le 25 mars, il rejoint les Padres de San Diego. Il ne joue que 10 matchs pour les Padres en 2014 et passe le reste de la saison avec leur club-école, les Chihuahuas d'El Paso. À El Paso, Francoeur est occasionnellement lanceur et, en 8 sorties comme releveur, il maintient une moyenne de points mérités de 3,68 en 7 manches et un tiers lancées.

### Phillies de Philadelphie

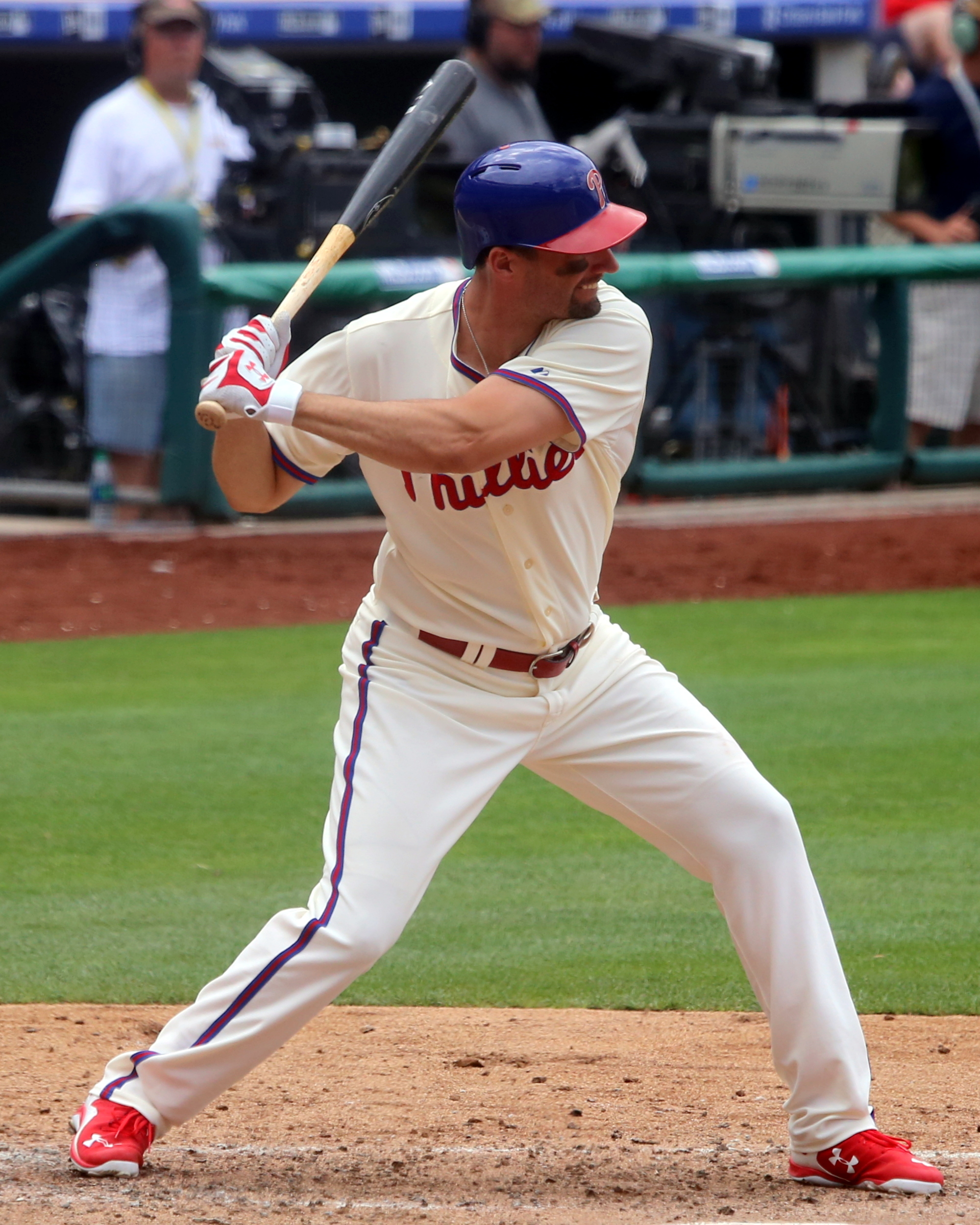
Jeff Francoeur en 2015 avec les Phillies de Philadelphie.

Le 13 novembre 2014, Francoeur signe un contrat des ligues mineures avec les Phillies de Philadelphie. Il connaît en 2015 sa meilleure saison depuis des années, avec 13 circuits, 45 points produits et une moyenne au bâton de ,258 en 119 matchs joués pour les Phillies.

### Retour à Atlanta
Le 22 février 2016, Francoeur signe un contrat des ligues mineures avec sa première équipe, les Braves d'Atlanta.

### Marlins de Miami
Le 24 août 2016, Francoeur passe aux Marlins de Miami dans un échange à trois clubs impliquant les Braves d'Atlanta et les Rangers du Texas. La saison 2016 de Francoeur est sa dernière dans les majeures. Il compile 7 circuits et 34 points produits tout en frappant pour ,254 de moyenne au bâton en 125 matchs joués au total, les 99 premiers avec les Braves et les 26 suivants avec Miami.

### Classique mondiale
Jeff Francoeur a joué pour l'équipe des États-Unis à la Classique mondiale de baseball 2006.